# Aland Motor Car Company
Aland Motor Car Company war ein US-amerikanischer Hersteller von Automobilen.

## Unternehmensgeschichte
R. C. Aland gründete 1916 das Unternehmen in Detroit in Michigan. Ende 1916 begann er mit der  Produktion von Automobilen. Der Markenname lautete Aland. 1917 endete die Produktion. Insgesamt wurden nur wenige Fahrzeuge verkauft.

## Fahrzeuge

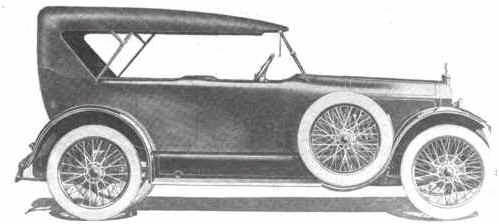
Aland Touring (1916).

Das einzige Modell war der 14 HP. Der Vierzylindermotor hatte 2540 cm³ Hubraum. Ungewöhnlich waren die OHC-Ventilsteuerung und vier Ventile pro Zylinder. Der Motor leistete 65 PS, damals sehr viel für diesen Hubraum. Die Fahrzeuge hatten Vierradbremsen, was ebenfalls unüblich für die damalige Zeit war. Das Fahrgestell hatte 310 cm Radstand. Zur Wahl standen ein zweisitziger Roadster und ein fünfsitziger Tourenwagen.